# Jesse Williams
Jesse Williams (Chicago, 5 d'agost de 1981) és un actor i model estatunidenc conegut pel seu paper com a Dr. Jackson Avery a The Grey's Anatomy i com a Joe, en la pel·lícula The Sisterhood of the Traveling Pants 2. També protagonitza la pel·lícula de terror anomenada The Cabin in the Woods.

## Biografia
Williams, de mare sueca i pare afroamericà, va néixer a Illinois, Chicago el 5 d'agost de 1981. Es va graduar en Estudis Afroamericans i Arts fílmiques i audiovisuals a la Universitat de Temple. Va donar classes d'Estudis Americans, Estudis sobre l'Àfrica i Anglès en un institut públic de Filadèlfia.

## Trajectòria
El 2006, Jesse va participar en un episodi de Law & Order. Mentrestant protagonitzava les obres Off-Broadway The American Drem i The Sandbox al teatre Cherry Lane a Nova York. Totes dues van ser escrites i dirigides pel llegendari dramaturg Edward Albee.
El 2008, Williams va debutar al cinema amb el seu paper de Leo en la pel·lícula The Sisterhood of the Traveling Pants 2. També va interpretar el paper de Drew Collins en dos capítols de la sèrie Greek.
El 2009, va interpretar a Keya en l'episodi pilot de la sèrie The Washingtonienne de la cadena HBO i produït per Sarah Jessica Parker, el qual mai va arribar a emetre. També va actuar en la pel·lícula Brooklyn 's Finest interpretant a Eddie Quinlain, que va ser estrenada el 5 de març de 2010. Jesse va aparèixer en vuit episodis de la sèrie de televisió Beyond the Break, com Eric Medina.
Va signar per al seu primer paper protagonista en 2008 com Holden McCrea, en la pel·lícula de terror The Cabin in the Woods, produïda per Joss Whedon i dirigida per Drew Goddard, que es va estrenar el 14 de gener del 2011.
El 2009 Jesse va començar a treballar en la sisena temporada de la sèrie d'ABC Grey 's Anatomy realitzant el paper de Jackson Avery, un nou cirurgià arribat l'hospital Mercy West. El 8 de juny de 2010 es va anunciar que Williams seria part de l'elenc estable de la sèrie. Aquest paper ha estat el que finalment el va catapultar a la fama.
Jesse ha treballat com a model per Kenneth Cole i va aparèixer en l'edició limitada del llibre "About Face", de John Russo. Apareix en el videoclip de la cantant Rihanna "Russian Roulette", i en el de la cançó "Fall In Love" d'Estelle amb John Legend.

### Trajectòria dins la sèrie Grey's Anatomy

#### Temporada 6
Avery és originalment un resident de l'Hospital Mercy West. S'uneix al personal de Seattle Grace Mercy West després de la fusió entre els dos hospitals. Al principi, està enamorat de Cristina Yang, i en estat d'embriaguesa la besa en la seva festa, però ella trenca el petó i després li diu que mai va succeir. El seu avi és admès al Seattle Grace en l'episodi "Perfect Little Accident." Està a la ciutat per mirar de convèncer Jackson de prendre una posició a l'Hospital Massachusetts General, el lloc el seu avi l'ha "guardat" per a ell des que es va graduar de l'escola de medicina. No obstant això, Avery es nega novament. Al final de la sisena temporada, se li diu pel Dr. Shepherd que han tancat l'hospital i és deixat pel Dr. Hunt i la Dra. Altman al qurófano amb dues infermeres i l'anestesiòleg. Decideix que Christina ha d'operar a Derek Shepherd al quiròfan buit per poder salvar-lo. Quan Gary Clark té el quiròfan com a ostatge, Avery amaga uns cables sota la taula d'operació i li fa creure a Clark que Derek ha mort. Quan Clark se'n va, ràpidament torna a unir els cables i acaben operant, i posteriorment, salven la vida de Derek.

#### Temporada 7
En el tercer episodi de la setena temporada, es revela que ell es desperta cridant totes les nits perquè té malsons sobre el tiroteig. En el quart episodi, es descobreix que ell i April s'estan quedant a la casa de Meredith. Després de lluitar amb el treball com a conseqüència dels trets, Jackson també coqueteja amb Teddy Altman per rebre més temps al quiròfan, però ella ho rebutja, dient-li que ell té el potencial per ser un gran metge, però no necessita coquetejar per seguir endavant a la vida. Després es revela que Jackson encara segueix sent assetjat pel que li va passar durant el tiroteig. Quan l'hospital instal·la un sistema de seguretat per prevenir un altre tiroteig, l'hospital accidentalment es bloqueja i Jackson queda atrapat amb un pacient. Té un atac de pànic i crida perquè algú el tregui d'allà. Quan és alliberat, es nota que està molest i comença a expulsar coses en el seu camí. Després, renúncia la certificació de trauma d'Owen Hunt, enutjat amb Owen per intentar ensenyar-li que el trauma no és just, ja que ha perdut a dos amics en el tiroteig. Owen es nega a acceptar que és una excusa per renunciar i l'obliga a completar l'exercici.
Mentre a la feina, Jackson comença a notar (o això pensa ell) que ningú ho vol en el seu equip, i el seu estat d'ànim només empitjora quan Bailey li diu que observi a un pacient qui està bàsicament estable. Quan el pacient inesperadament té una aturada cardíaca, Jackson és obligat a prendre les regnes i pren un quiròfan, on realitza una cirurgia en el pacient. És incapaç de salvar-la i es convenç encara més que serà acomiadat. Durant la festa a casa d'Owen i Christina, Jackson descobreix que Alex va tractar malament a April després que ella volia anar lent en la seva trobada sexual, i ataca a Alex, traient la seva fúria amb ell. Lexie després li posa gel en els seus artells i es dona a entendre que Jackson potser tingui sentiments per ella. Després, indirectament, confia en Lexie sobre el seu odi cap a si mateix per sobreviure del tiroteig, mentre que Charles no ho va aconseguir.

#### Vuitena temporada
En la vuitena temporada, Jackson pensa que Lexie encara segueix sentint coses per Mark, així que ell acaba amb ella. A partir de la seva ruptura amb Lexie té un acostament especial amb la seva gran amiga April, on en el capítol 21 quan van a examinar-se a Chicago, acaben anant al llit junts perdent així April la seva virginitat. Jackson ho aprova, però April no és acomiadada de l'hospital, el que fa que s'allunyi d'ell encara que els sentiments entre tots dos perduren.

#### Novena i desena temporada
En la novena temporada, April torna a l'hospital, i intenten recuperar la seva relació. Mentre Jackson es fa càrrec del departament de cirurgia estètica de l'hospital (després que Mark morís després de l'accident d'avió). Jackson i April es replantegen la seva relació i decideixen finalment ser només amics i que cadascú faci la seva vida per separat. Després April decideix amigarse de nou amb Déu i "recuperar" la seva virginitat. En el capítol de les noces de Bailey, Jackson porta al seu interna com acompanyant i aquí comencen una relació. Després que "Pegasus" vulgui comprar l'hospital i diversos cirurgians renunciessin, Jackson avalua la idea de treballar en la fundació Harper Avery. Quan s'està per efectuar la nova compra, i es rumoreja que tot el personal de l'hospital va a ser acomiadat, Jackson pretén anar a Boston a la fundació (influenciat per la seva mare). Quan la mare de Jackson s'assabenta dels plans dels ex-cirurgians de l'hospital de comprar-; els avisa en una reunió, que la fundació Harper Avery, va subministrar els fons que faltaven. I en ser la fundació l'accionista majoritari, trien a Jackson com el representant de la fundació a l'hospital; convertint a Jackson en el veritable amo. En l'episodi final Jackson tracta de treure a una nena d'un autobús perquè està a punt d'explotar. Quan el camió explota, April creu que Jackson ha mort i plora desconsolada, Matthew la sosté adonant-se que encara té sentiments cap a Jackson. Jackson surt amb la nena de les flames amb algunes cremades, Callie cura a Jackson i April arriba a colpejar per haver exposat la seva vida i la treuen de la sala. Quan Jackson descansa arriba April i li confessa que segueix enamorat d'ell, el li diu "et cases" i ella li diu "no ho faré si em dónes una raó per no fer-ho".